# 切迪·贾根

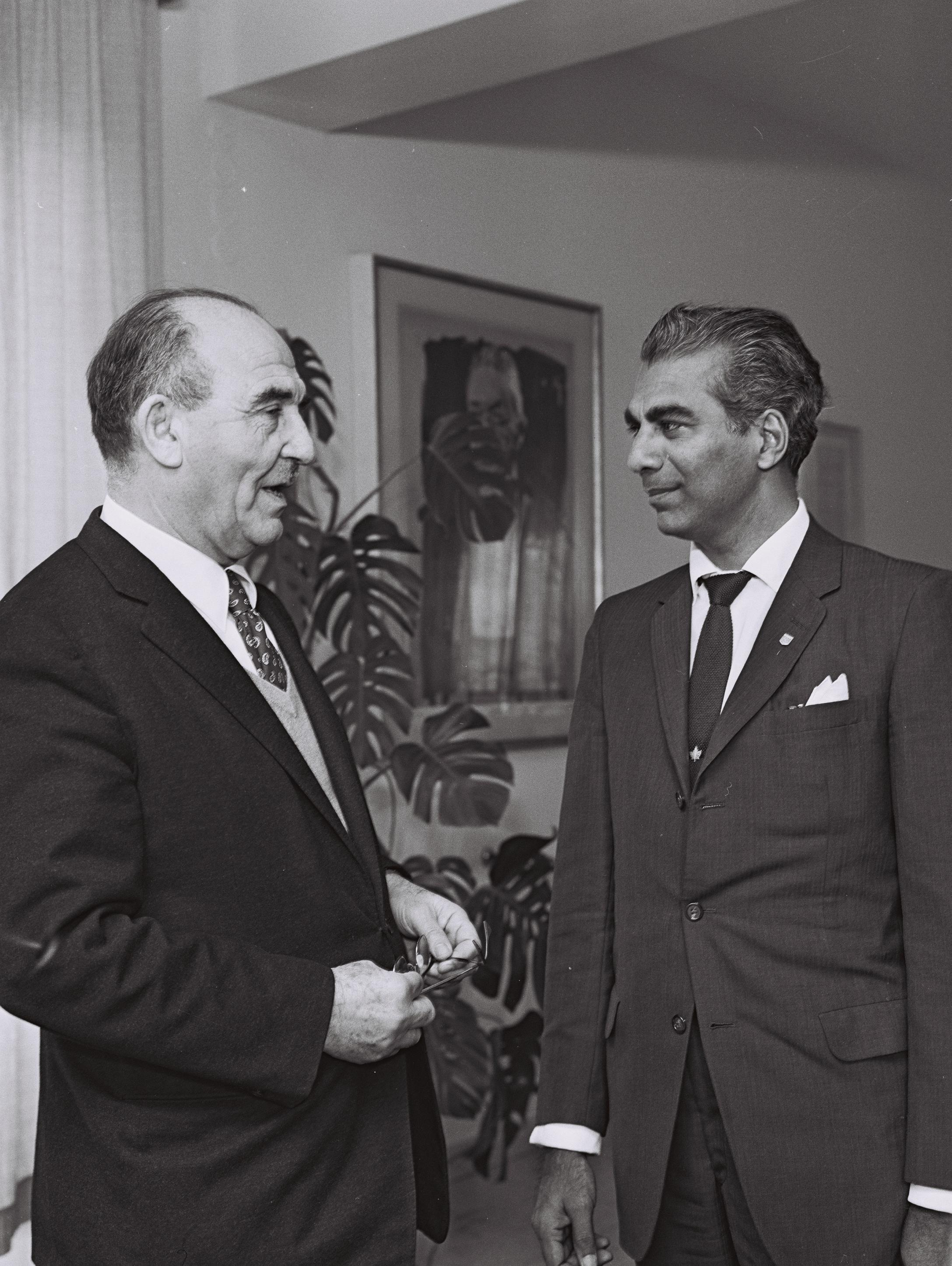
切迪·贾根在1961年访问以色列时与列维·艾希科尔相会

切迪·贝雷特·贾根（英語：Cheddi Berret Jagan；1918年3月22日—1997年3月6日）是圭亚那左翼政治家、圭亚那独立运动领导人，印度移民后裔，马克思主义者。在圭亚那独立之前，他于1950年创建人民进步党，1953年当选首任首席部长，后于1961年至1964年担任英属圭亚那的总理。他后来在1992年至1997年担任圭亚那总统。他被本国人民普遍视为圭亚那的国父。

## 早年生活
切迪·贾根于1918年3月22日出生在穆兰特港，这是贝尔维塞地区的一个农村（现在是圭亚那现代化的一个乡村），他是从印度到英属圭亚那做义工的父母的十一个孩子中的老大。他的母亲Bachaoni，他的父亲贾根，以及他的两个祖母和一个叔叔，分别在1901年从巴基斯坦，北方邦和英属印度来。他的家庭是农村贫困人口，只能通过在甘蔗园工作来养活他们自己。到十五岁时，贾根的父亲想确保他的儿子上学，并在之后的三年里将他送到距离大约100英里远的首都乔治敦的女王学院学习。由于贾根来自于贫困的生活背景，他在乔治敦看到了完全不同的生活。在他从高校毕业后，要找到工作仍然是几乎不可能的。最后他的父亲决定让他去美国学牙医。

## 留在美国
贾根于1936年9月与两名朋友一起离开去美国，直到1943年10月才回到英属圭亚那。他住在华盛顿特区两年并参加了霍华德大学，学习了牙科预备课程，在纽约工作了两个夏天，并在芝加哥的西北大学度过了五年。在学校，他是一个专注的学生，他的努力学习使他在霍华德的第二年获得了学费的全免，并于1938年开始在西北大学进行为期四年的正式牙科课程学习。在美国留学期间，切迪·贾根接触到了各种左翼思想，开始成为一个马克思主义者并支持家乡的独立运动。

## 政治生涯
一回到家乡，切迪·贾根就组建了一个甘蔗工人工会。1946年，贾根夫妇与别人共同成立政治事务委员会。随后于1947年11月以中央德马拉选区的独立候选人的身份当选立法委员。1950年1月1日，政治事务委员会与英属圭亚那工党合并为人民进步党，由贾根担任领袖，前英属圭亚那工党领袖福布斯·伯纳姆担任主席，贾根的妻子珍妮特·贾根为书记。
贾根在1953年赢得了选举。然而，温斯顿·丘吉尔担心贾根是一个马克思列宁主义者，并且相信贾根会使得苏联在拉丁美洲立足。事实上，没有任何证据表明贾根与任何外国的共产主义者或者革命团体有任何联系。但是，这种恐慌使得英国政府在他大选胜利的几天之后进行了军事干预。贾根在133天后辞去首席部长职务。英国暂停执行宪法，并强制建立了临时政府对圭亚那进行管制。1954年他和妻子领导了一场不合作运动以对抗英国殖民政府，于是他和妻子双双被捕，虽然很快被释放，但贾根的活动从1954年到1957年被限制在乔治敦城内。1955年，他的人民进步党分裂，多数黑人党员在福布斯·伯纳姆的带领下退党，另组人民全国大会党（People's National Congress）。在1961年8月的选举中人民进步党获得了胜利之后，贾根第二次成为首席部长，任职三年。在1964年12月的选举中，人民进步党赢得了多数票，但是福布斯·伯纳姆的人民全国大会党和保守的联合力量党（The United Force）占据了大部分席位从而组建了政府。 不过，贾根拒绝辞职，不得不由总理理查德·雷伊特（Richard Luyt）撤除了他的职务。

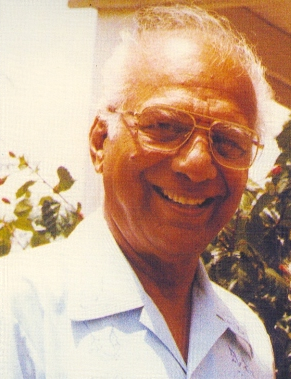
晚年的切迪·贾根

在打破与伯纳姆的关系之后，贾根以劳工活动家和反对派领袖的身份积极参与政府。经过28年的反对，人民进步党赢得了1992年10月5日的选举，赢得了约54％的选票，贾根成为了总统。与早期外国的恐惧相反，他以民主社会主义者的方式治理国家。
贾根于1997年2月15日心脏病发作，并被送往乔治敦医院，之后被美国军用飞机运往华盛顿特区的沃尔特里德陆军医院（Walter Reed Army Hospital）。他在那里进行了心脏手术，1997年3月6日在华盛顿死亡，当时离他的他79岁生日还有16天。总理萨姆·海因兹接替他为总统，并宣布哀悼六天，将贾根描述为“曾经走过这块土地的最伟大的儿子和爱国者”。

## 家庭
他在1943年与珍妮特·罗森堡·贾根结婚，夫妇有两个孩子纳迪拉和切德迪（他们又生了五个孙子）。
珍妮特·罗森堡·贾根继续丈夫的事业，于1997年担任总理兼总统职务（1999年由巴拉特·贾格迪奥继任总统）。

## 遗产
乔治敦的切迪·贾根研究中心纪念他的生活和工作，完成了对他的办公室的复制。

切迪·贾根旗帜

## 出版作品集
切迪·贾根也是一位重要的政治作家和演说家，他的出版物包括：
- 《被禁止的自由》(1954)
- 《受审的西方：我为圭亚那的自由而战》(1966)
- 《加勒比海革命》(1979)
- 《加勒比海：谁的后院》(1984)
- 《1992-1994年演讲选》(1995)
- 《美国在南美洲》(1998)
- 《全球人类新秩序》(1999)
- 《1953-1965年书信选集》(2004)